# Orchamps
Orchamps är en kommun i departementet Jura i regionen Bourgogne-Franche-Comté i östra Frankrike. Kommunen ligger i kantonen Dampierre som tillhör arrondissementet Dole. År 2022 hade Orchamps 1 048 invånare.

## Befolkningsutveckling
Antalet invånare i kommunen Orchamps
Referens:INSEE